# Powiat Hiroo
Powiat Hiroo (jap. 広尾郡 Hiroo-gun) – powiat w Japonii, w prefekturze Hokkaido, w podprefekturze Tokachi. W 2024 roku liczył 11 255 mieszkańców.

## Miejscowości
- Hiroo
- Taiki